# Martín Rosete
Juan Pablo Martín Rosete (21 de abril de 1980, Madrid) es un director, productor y guionista de cine español asentado en Nueva York (Estados Unidos).
Estudió comunicación audiovisual en la Complutense de Madrid. 
En 2002, con 21 años, Martín escribió, dirigió y produjo su primer cortometraje, Revolución, basado en un relato de Slawomir Mrozek. Su hermano José Martín Rosete es director de fotografía, junto al cual montó la empresa de producción de cine y publicidad Kamel Films.
Gracias a una beca de postgrado pudo seguir formándose en la Escuela de Cine de Nueva York, en Estados Unidos.
Juan Pablo fue nominado a los premios Goya en la categoría de "Mejor cortometraje de ficción" por Voice over en 2013. Ganó el Méliès d'or al mejor corto fantástico europeo por la misma obra ese mismo año.
Su debut en el largometraje fue con Dinero (2016), protagonizada por Jamie Bamber, Kellan Lutz, Jesse Williams y Jess Weixler.
Su segundo y último largometraje como director hasta la fecha, Remember Me se estrenó en 2019. Remember Me fue protagonizado Bruce Dern, Caroline Silhol, Sienna Guillory, Brian Cox y Verónica Forqué.

## Filmografía

### Cortometrajes
- Revolución (2002, director y productor)
- A falta de pan (2005, director)
- Paper or Plastic (2008, director)
- El hombre orquesta (2009, codirector y productor)
- Basket Bronx (2009, director y productor)
- I Wish (2010, director y productor)
- Voice Over (2011, director y productor)
- Mexican Cuisine (2011, productor)
- El descenso (2011, productor)
- No mires ahí (2013, productor)
- Walkie Buddies (2013, director)

### Largometrajes
- Dinero (2016, director y productor)
- Remember Me (2019, director y productor)